# 夢のつづき (アルバム)
『夢のつづき』（ゆめのつづき）は、シンガーソングライターさだまさしの2002年9月26日発表のソロ28枚目のオリジナル・アルバムである。同年9月から翌年までの、さだまさしコンサートツアーにも同じタイトルが用いられた。

## 概要
この年の6月18日に死去した作曲家・指揮者の山本直純が、作品制作に深く関わった「大きな森の小さな伝説」と「聖夜」を収録している。

## 収録曲
1. 永遠まで
2. 生きることの1/3
さだがテレビ西日本制作の北原白秋を紹介する番組の案内人として柳川を訪れた際に作ったギターのパターンを元にして作られた楽曲。もとは柳川の歌を作ろうとしていたが、サウンドが歌詞のイメージに合わなかったため、柳川の歌は「Kana-shimi橋」として別の曲になった。
3. 夢の樹の下で
4. もうひとつの人生
5. So It's a 大丈夫Day
2002年の全英オープンゴルフトーナメントで中島常幸が語った、「今日を悔やんでも仕方ないし、明日を怖れてもしょうがない」という言葉をモチーフとして生まれた作品。ライナーノーツに中島への献辞がある。
6. 大きな森の小さな伝説（ものがたり）
1980年の軽井沢音楽祭で発表するため、さだに山本直純が「関白宣言」のアンサーソング制作を依頼したことから生まれた歌。当時の楽譜を元に、一部の歌詞を手直しして新録音した。
7. 素直になりたくて
8. Kana-shimi橋
前記のとおり北原白秋を紹介する番組のために柳川を訪れたことがきっかけで作られた作品。白秋ならば「かなしみ橋」というタイトルにはしないだろうという理由でローマ字表記となった。もちろん、そのような名前の橋は実在しない。
9. 聖夜
映画『二百三高地』挿入歌。
この曲は『二百三高地』の主題歌「防人の詩」を作り終えた際、同映画の音楽担当だった山本直純のたっての希望によって、さだが小一時間で作った歌。作中では、戦争の虚しさと生命の儚さを表しているシーンで用いられている。
コンサートでは山本直純の話題になった際、「防人の詩」の前奏曲としてよく歌われる。
10. 夢のつづき

### 作詞・作曲
- 下作品以外、全曲とも作詞・作曲：さだまさし
  - 「夢の樹の下で」作曲・編曲：倉田信雄
  - 「聖夜」「大きな森の小さな伝説」編曲：山本直純

### 主な参加ミュージシャン
- ギター：石川鷹彦
- シンセサイザー：倉田信雄
- パーカッション：川瀬正人

他多数